# Panabaras
Panabaras fou un estat tributari protegit del tipus zamindari llavors associat al districte de Chanda, tahsil de Warora a les Províncies Centrals avui dia es troba a Chhattisgarh. Tenia una superfície de 891 km² i una població el 1881 de 12.374 habitants. Aundhi, sota un cap local, era un estat tributari de Panabaras. El governant era de primera classe entre els caps de la regió de Wairagarh.